# Циль, Франц
Франц Циль (нем. Franz Ziehl; 1857, Висмар, Германия — 1926, Любек, Германия) — немецкий бактериолог, профессор в Любеке. Продолжая работы Пауля Эрлиха, Франц Циль создал в 1882 году карболфуксиновый краситель для окрашивания возбудителя туберкулёза. В 1883 году совместно с патологом Фридрихом Нельсеном разработал метод окраски, который используется для идентификации кислотоустойчивых микобактерий.